# Gulya János
Gulya János (Budapest, 1933. február 1. – Wahlsburg, 2017. február 11.) magyar finnugrista, a keleti hanti nyelvjárások kutatója.

## Főbb művei
- Egy 1736-ból származó manysi nyelvemlék, o.N.
- Asszony-unokája. Vogul népmesék. Válogatta, fordította, az utószót és a jegyzeteket írta Gulya J., 1959
- Sibirische Märchen, Bd.1, Wogulen und Ostjaken, Diederichs, 1968
- Kék vándorutak, Európa Könyvk 1969, zusammen mit Juván Sesztalov
- Aktiv, Ergativ und Passiv im Vach-Ostjakischen, Vandenhoeck & Ruprecht, 1970
- Sajnovics János Emlékünnepség És Tudománytörténeti Szimpozion, Magyar nyelvtudományi társaság, 1974, zusammen mit István Szathmári
- A vízimadarak népe: tanulmányok a finnugor rokon népek élete és müveltsége köréből, Európa Könyvkiadó, 1975, zusammen mit Péter Hajdú
- Gyarmathi Sámuel, Akadémiai Kiadó, 1978
- Opuscula Fenno-Ugrica Gottingensia, Lang, 1987
- Anthologie und interkulturelle Rezeption, Lang, 1995, zusammen mit Norbert Lossau
- A mondatszerkezetek rendszere a vahi osztjákban, Universitas Szegediensis de Attila József Nominata, 1994
- Wogulen und Ostjaken, Diederichs 1995, zusammen mit Gerhard Doerfer
- Eastern Ostyak Chrestomathy, Routledge Curzan, 1997
- Konfrontation und Identifikation: Die finnisch-ugrischen Sprachen und Völker im europäischen Kontext, Harrassowitz, 2002